# Estação Vila Militar (BRT Rio)
A Vila Militar é uma estação do BRT TransOlímpica no bairro de Vila Militar, no município do Rio de Janeiro.